# Carex truncatigluma
Carex truncatigluma är en halvgräsart som beskrevs av Charles Baron Clarke. Carex truncatigluma ingår i släktet starrar, och familjen halvgräs.

## Underarter
Arten delas in i följande underarter:
- C. t. truncatigluma
- C. t. rhynchachaenium